# Santo Domingo Este
Santo Domingo Este è un comune della Repubblica Dominicana di 948.885 abitanti, situato nella Provincia di Santo Domingo, di cui è capoluogo. Si trova interamente sulla riva sinistra del fiume Ozama, che la divide dalla città di Santo Domingo. Comprende, oltre al capoluogo, un distretto municipale: San Luis.

## Storia
La municipalità di Santo Domingo Este è stata creata nel 2001 a seguito della separazione dell'area centrale della città di Santo Domingo, divenuta provincia a sé stante con il nome di Distretto Nazionale (Distrito Nacional).
Inizialmente a vocazione quasi esclusivamente residenziale, la città negli ultimi anni sta vedendo sorgere numerosi centri commerciali.

## Economia

### Turismo
Le principali attrazioni turistiche situate nel territorio di Santo Domingo Este sono:
- l'Acuario Nacional (Acquario Nazionale)
- il Faro a Colón (Faro a Cristoforo Colombo) alto 31 m e lungo 210 , dotato di 146 riflettori puntati verso il cielo ,
- il Parque Mirador del Este (Parco Mirador dell'Est), al cui interno si trovano i laghi chiamati Tres Ojos (Tre occhi)